# Conchiglie

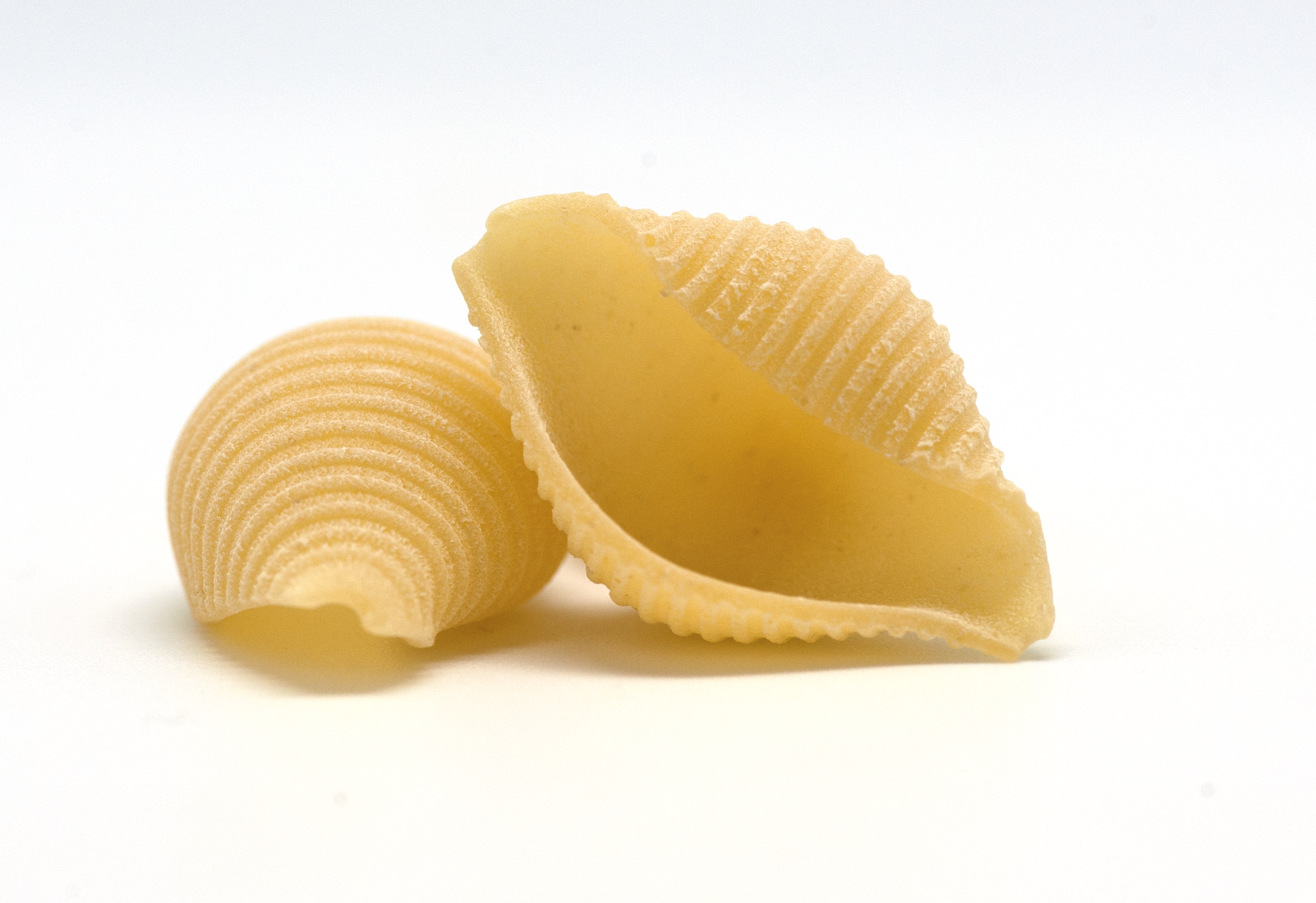
Conchiglie

Conchiglie is een soort pasta. In het Italiaans betekent conchiglie schelpjes, dit is dan ook de vorm die de pasta heeft. Ze bestaan in een aantal varianten, variërend in kleur en formaat. Door de vorm kan de pasta goed de pastasaus opnemen, de kleinere variant kan ook als vulling in soep worden gebruikt.